# Biały Krzyż (rejon smorgoński)
Biały Krzyż − dawna osada. Obecnie część wsi Bajby na Białorusi, w obwodzie grodzieńskim, w rejonie smorgońskim, w sielsowiecie Zalesie.

## Historia
W czasach zaborów folwark w gminie Smorgonie, w powiecie oszmiańskim, w guberni wileńskiej Imperium Rosyjskiego.
W latach 1921–1945 osada leżała w Polsce, w województwie wileńskim, w powiecie oszmiańskim, w gminie Smorgonie.
W 1931 wieś w 2 domach zamieszkiwało 11 osób.
Wierni należeli do parafii rzymskokatolickiej w Smorgoniach i prawosławnej w Cicinie. Miejscowość podlegała pod Sąd Grodzki w Smorgoniach i Okręgowy w Wilnie; właściwy urząd pocztowy mieścił się w Smorgoniach.